# Iacobeni (okręg Kluż)
Iacobeni – wieś w Rumunii, w okręgu Kluż, w gminie Ceanu Mare. W 2011 roku liczyła 616 mieszkańców.